# Coccoloba armata
Coccoloba armata là một loài thực vật có hoa trong họ Rau răm. Loài này được C.Wright ex Griseb. mô tả khoa học đầu tiên năm 1866.